# Mosse di breakdance
La break dance adopera una grande varietà di movimenti e passi (detti moves) che possono variare considerevolmente a seconda dell'immaginazione e dell'atletismo del ballerino che li esegue. Quando il breaker si muove a terra, il corpo è costantemente in rotazione, è quindi fondamentale la quantità di moto che l'atleta è in grado di sviluppare.
Il breaker inoltre può decidere in che senso eseguire i propri movimenti che concernono rotazioni: in senso orario oppure in senso antiorario.

## Toprock
Il toprock è la parte "in piedi" della break dance che include elementi o influenze dall'Uprock. Il passo base del toprock è chiamato Cross Step e prevede l'alternarsi di passi in avanti incrociati, abbinati all'oscillazione delle braccia dal centro verso i lati. Il b-boy passa dal toprock alla fase di Downrock attraverso quelle che vengono chiamate drops. Spesso il toprock è la prima parte di una performance di B-boying, ma non c'è nessuna regola formale che vieti di utilizzarlo anche al centro o alla fine di un'entrata.

## Downrock
Riguarda tutte le mosse che richiedono l'utilizzo di mani, piedi, ginocchia e altre parti del corpo, a contatto con il terreno. La fase di passaggio fra la parte "in piedi" (Toprock) e la parte "a terra" (Downrock) si chiama Drop, inoltre bisogna muoversi anche a ritmo di musica per una performance più stilosa.

### Footwork
Il footwork è una serie di passi con mani e piedi a terra, i quali uniti assieme, creano un fluido continuo di movimenti.
- 6-step
- 3-step
- 2-Step
- Baby Swipes

#### Stili di Footwork
- Elbow rock - con i gomiti anziché le mani a terra
- Floorwork - stando molto a terra
- Knee rock - con le ginocchia anziché i piedi a terra
- Legwork - si usano i giochi di gambe
- Power Footwork
- Russian Taps
- Threading - infilando i piedi fra le gambe tenute dalle mani
- Traveling Footwork
- Arabek - consiste nell'appoggiare la mano dietro la schiena mentre si è in posizione del footwrok di base e con un salto tornare in piedi in modo che durante la fase di volo l'unica parte che tocca terra sia la mano
- Spin- consiste nel far roteare il corpo stando in equilibrio sul ginocchio o sul tallone (in quel caso è go down)

### Freeze
Movimenti di posa o stasi, eseguiti subito dopo un movimento veloce e dinamico, creando un effetto di "congelamento" (da cui il nome Freeze)
- Airbaby - evoluzione del Baby Freeze con il gomito appoggiato al relativo ginocchio.
- Airchair - evoluzione del  Chair
- Baby Freeze| Baby
- Float
- Hollow back
- Plank Freeze - Baby Freeze con le gambe tese
- Powerfreeze
- L-Kick - una powerfreeze con le gambe a formare una "L"
- Shoulder freeze

### Powermove
Powermove è l'insieme di rotazioni del corpo attorno ad uno o più assi. Possono avere sempre una parte del corpo a contatto con il terreno oppure alternare momenti in cui il corpo è completamente in aria.
- Air Flare - evoluzione del flare.
- Turtle - passaggio del corpo da un freeze con la mano sinistra a un freeze con la mano destra e viceversa compiendo una rotazione circolare
- Air Flare 180°
- Air Chair Spin - Spin eseguito in posizione di Air Chair.
- Baby windmill
- Swipe
- UFO - variante del turtle eseguito velocemente e con le braccia distese
- Headspin - rotazione sulla testa.
- Drill - variante dell'headspin con le gambe tese.
- Elbow Spin - Spin sul gomito.
- Flare
- Halos
- Knee Spin - spin su una o entrambe le ginocchia.
- Windmill - continuazione del backspin tornando in freeze e scendendo quando si sta sulla schiena
- Handjump - saltelli eseguiti in posizione di verticale con una mano sola.
- 1990 - Spin eseguito su una mano in posizione verticale.
- 2000 - Spin eseguito su due mani in posizione verticale.
- thomas - flare
- twist

## Stili di ballo
Combinando l'uso di Toprock, Footwork, Freeze e Powermoves, sono nati diverse modalità di espressione all'interno della Breakdance, la quale però si rifà sempre allo stile Foundation introdotto alla metà degli anni settanta dagli afroamericani e portoricani del Bronx. Tutti gli altri stili sono derivati da questo stile di "fondazione".
- Foundation (Blueprint)
- Foundation
- Text
- Abstract
- Flexible